# Айдак, Аркадий Павлович
Аркадий Павлович Айдак (7 июня 1937 — 9 сентября 2012) — советский организатор сельскохозяйственного производства.
Заслуженный работник культуры РСФСР (1985), Заслуженный работник сельского хозяйства Российской Федерации (1997). Народный депутат СССР (1989—1991), был членом Комитета Верховного Совета СССР по аграрным вопросам и продовольствию. Почётный гражданин Чувашской Республики (2012).

## Биография

### Происхождение
Родился 7 июня 1937 года в деревне Чербай Ядринского района Чувашской Республики. Отец Аркадия — Павел Филиппович — был арестован в 1937 году по обвинению в «контрреволюционной деятельности» и провёл шесть лет в тюрьме; был реабилитирован в 1956 году.

### Профессиональная деятельность
В 1961 году окончил Чувашский государственный педагогический институт, стал учителем русского и чувашского языка и литературы
С 20 марта 1964 — председатель колхоза «Ленинская искра» Ядринского района (деревня Верхние Ачаки), который стал всесоюзно известен благодаря экологосообразному ведению сельского хозяйства. Здесь отказались от пестицидов и стали создавать энтомологические заказники. В начале 1990-х годов министерство экологии России наделило колхоз статусом своего базового опытно-показательного хозяйства по охране окружающей среды и рациональному природопользованию.

«Все это и многое другое, что изложено А. П. Айдаком, дают нам полное основание сказать, что под его руководством внедряется в сельскохозяйственное производство научно обоснованная природоохранная система. Коллегия Министерства охраны окружающей среды и природных ресурсов Российской Федерации одобрила опыт работы колхоза „Ленинская искра“ и направила соответствующие материалы в территориальные природоохранные органы для изучения и широкого распространения. Приказом Минприроды России (март 1993 г.) колхозу „Ленинская искра“ придан статус базового опытно-показательного хозяйства по охране окружающей среды и рациональному природопользованию Минприроды России.» 
 — Министр охраны окружающей среды и природных ресурсов Российской Федерации В. И. Данилов-Данильян. — 
В 1985 — удостоен почётного звания Заслуженный работник культуры Российской Федерации
С 1989 — Народный депутат СССР от Ядринского национально-территориального избирательного округа № 689 Чувашской АССР. Во время Августовского путча поддержал Бориса Ельцина. Впоследствии Айдак разочаровался в ельцинской политике.
В 1990-е Айдак был деятелем чувашского националистического движения, сторонником провозглашения чувашского языка единственным государственным языком Чувашской Республики и поборником возрождения чувашского язычества.
В 1997 — удостоен почётного звания Заслуженный работник сельского хозяйства Российской Федерации
В 2007 — удостоен Ордена «За заслуги перед Чувашской Республикой»

«Его уникальный опыт в нашей стране никто не смог повторить, потому что неповторим сам Айдак — самобытный, интересный, творческий человек-легенда». Николай Фёдоров.— 
В 2007 — после 44 лет руководства колхозом, стал его Почётным председателем
На президентских выборах 2012 года Айдак выступал в поддержку Владимира Путина.
Почётный гражданин Чувашской Республики (2012) и Ядринского района Чувашии, председатель колхоза «Ленинская Искра».
Умер 9 сентября 2012 года в Чебоксарах.

## Звания и награды
- Заслуженный работник культуры РСФСР (1985)
- Заслуженный работник сельского хозяйства Российской Федерации (1997)
- Орден Трудового Красного Знамени
- Орден Почёта (1997)[15]
- Медаль «100 лет со дня рождения Ленина»
- Орден «За заслуги перед Чувашской Республикой»[11]
- Почётный гражданин Чувашской Республики (2012)[2]
- Академик Чувашской национальной академии науки и культуры (1994)[15]
- Золотая медаль ВДНХ СССР (19.11.1975)[15]
- Большая Памятная медаль ВДНХ СССР (05.10.1989)
- Почётный землеустроитель РФ[15]
- Заслуженный работник культуры Чувашской АССР (1979)[15]
- Заслуженный работник сельского хозяйства Чувашской Республики (1994)[15]
- Почетный профессор Российской академии менеджмента и агробизнеса[15]
- Доцент Чувашского института повышения квалификации специалистов АПК[15]
- Член-корреспондент и почетный профессор Академии кадровой политики Министерства сельского хозяйства РФ[15]
- Почетный гражданин Ядринского района Чувашской Республики